# Comedy Theatre (New York)
Le Comedy Theatre était un théâtre de Broadway situé au 110 de la 41e Rue ouest à Manhattan, New York, ouvert en 1909. Il fut le lieu des premières apparitions de Katharine Cornell et Ruth Draper, ainsi que de la première pièce d'Eugene O'Neill à Broadway. Fermé à la suite de la Grande Dépression, il rouvre ses portes en 1937 sous le nom de Mercury Theatre – et accueille Caesar (en), l'adaptation de Jules César de Shakespeare par Orson Welles, ainsi que d'autres productions du répertoire du Mercury Theatre (en). En 1939, il devient un lieu du théâtre yiddish classique. Le bâtiment est démoli en 1942.

## Histoire

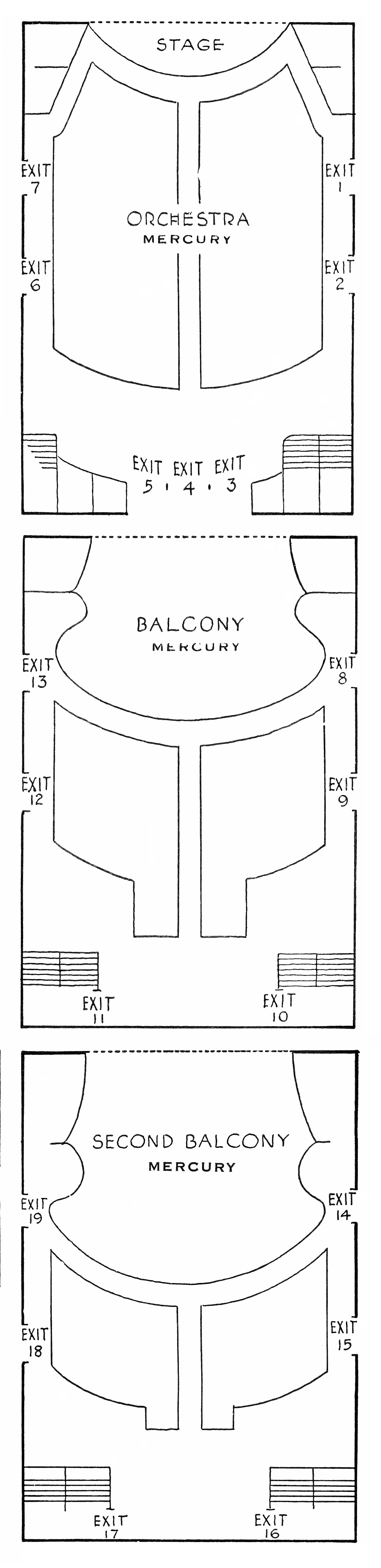
Plan de salle du Mercury Theatre tiré de l'affiche de Heartbreak House (1938).

L'architecte DG Malcolm conçoit le Comedy Theatre, pour la Shubert Organization. Sa première production, The Melting Pot, est présentée le 6 septembre 1909. Le théâtre de 687 places :286 offre un accueil intimiste et est souvent loué à des producteurs comme William Collier, Cecil B. DeMille et les Washington Square Players. Katharine Cornell y fait sa première apparition, tout comme Ruth Draper. La première pièce d'Eugene O'Neill à Broadway, In the Zone (en), y est créée en 1917. Avec sa fosse d'orchestre étroite et une cabine pour projecteurs d'éclairage, il aussi utilisé pour de petits spectacles musicaux :286.
Le théâtre ferme en 1931, à la suite du krach de Wall Street en 1929. Il rouvre en 1937 sous le nom de Mercury Theatre, loué par John Houseman et Orson Welles pour leur nouveau théâtre de répertoire, le Mercury Theatre. Houseman décrit le lieu comme « un théâtre intime et rococo à deux balcons [qui] a été pendant de nombreuses années l'une des petites salles de théâtre les plus élégantes de Manhattan » :286.
La société Mercury loue le Comedy Theatre pendant trois ans à raison de 187,50 $ par semaine. L'intermédiaire du propriétaire, réputé être un gangster de Chicago, déclare que le propriétaire ne paiera pas un centime pour les réparations ou l'entretien, mais qu'il ne se soucie pas de ce qui y sera fait tant que les trois premiers mois de loyer sont payés à l'avance :286–287. Lorsque le Mercury Theatre reprend l'établissement, le directeur de production Jean Rosenthal présente à Houseman « une formidable liste de nécessités absolues et immédiates, qui comprenait des réparations majeures au réseau, un nouveau gréage, de nouvelles lignes électriques et un nouveau sol de scène pour remplacer les planches pourries à travers lesquelles on pouvait voir d'énormes rongeurs intrépides émerger lors de leurs excursions de chasse ». Les réparations, qui incluent également le nettoyage de l'extérieur rouillé et crasseux, doivent être effectuées dans un délai d'un mois :292. Fin octobre 1937, l'attaché de presse Henry Senber supervise une cérémonie de dévoilement du nouveau panneau électrique. Les prix des billets varient de 55 cents pour les places au balcon supérieur à 2,20 $ pour les places d'orchestre au premier rang :34–35.
C'est le lieu de la plupart des productions de Mercury de novembre 1937 à novembre 1938, :339. La première est Caesar (en), l'adaptation moderne de Welles de Jules César de William Shakespeare, acclamée par la critique :339. Sa dernière production est Danton's Death de Büchner (1938). Les productions du Mercury Theatre sont considérées comme les plus grands succès de l'histoire du lieu.
En juin 1939, Welles et Houseman louent le Comedy Theatre à la nouvelle Dramatic Art Theatrical Association et aux Artef Players, une compagnie de théâtre yiddish renommée. Le Théâtre Artef perdure de 1940 à 1942, jusqu'à sa démolition.

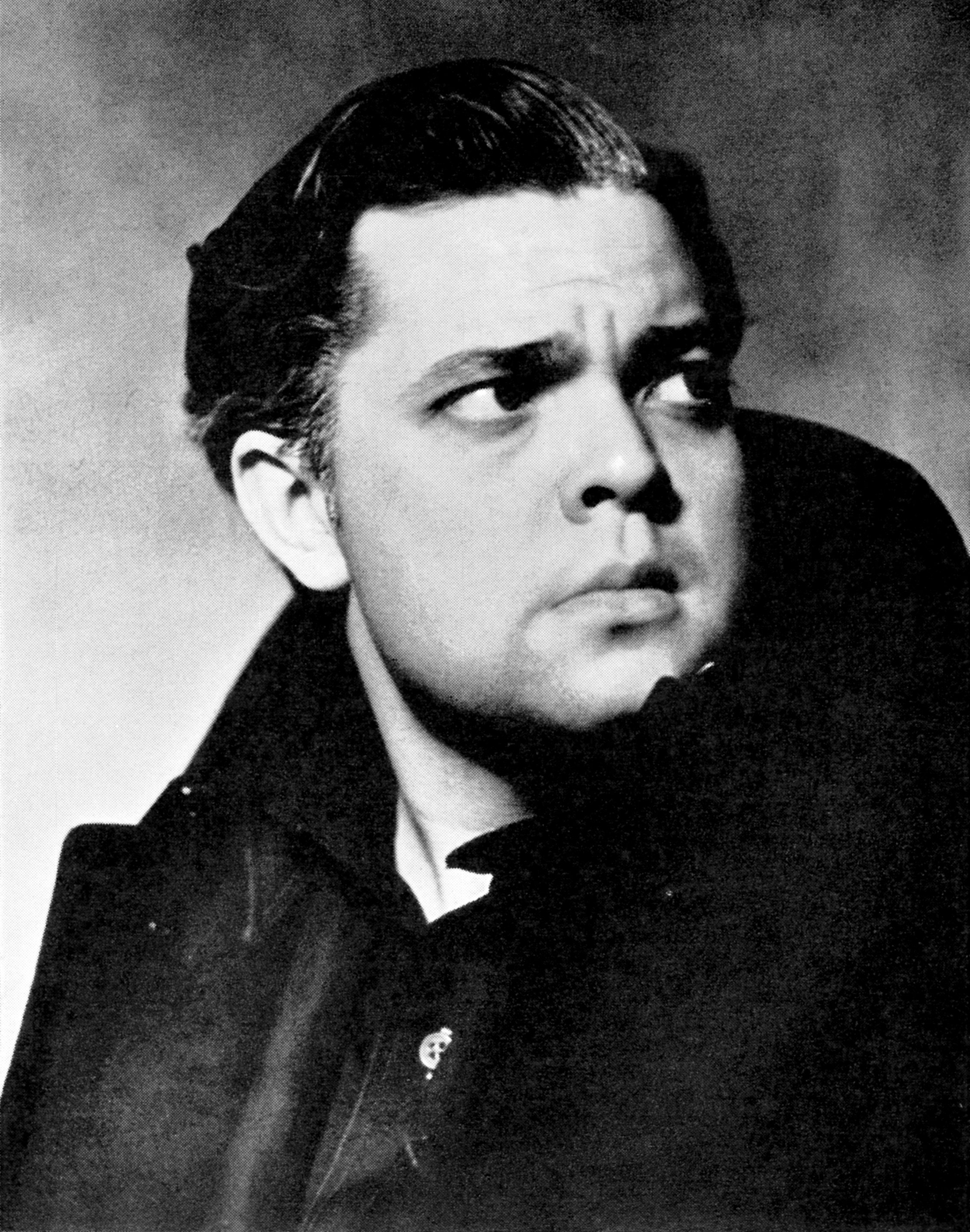
Orson Welles dans le rôle de Brutus dans Caesar (en).
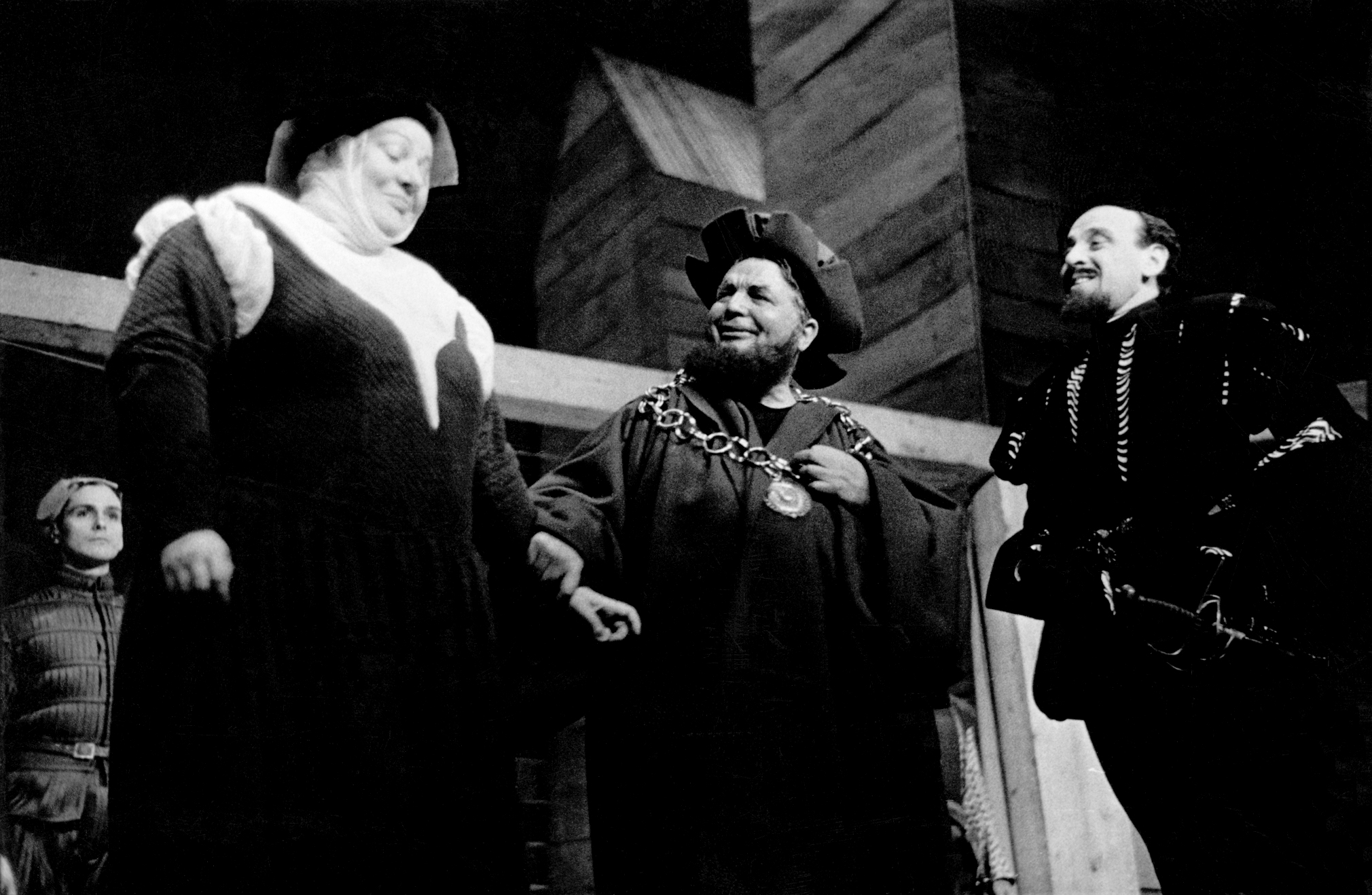
Marian Warring-Manley, Whitford Kane et George Coulouris dans The Shoemaker's Holiday.
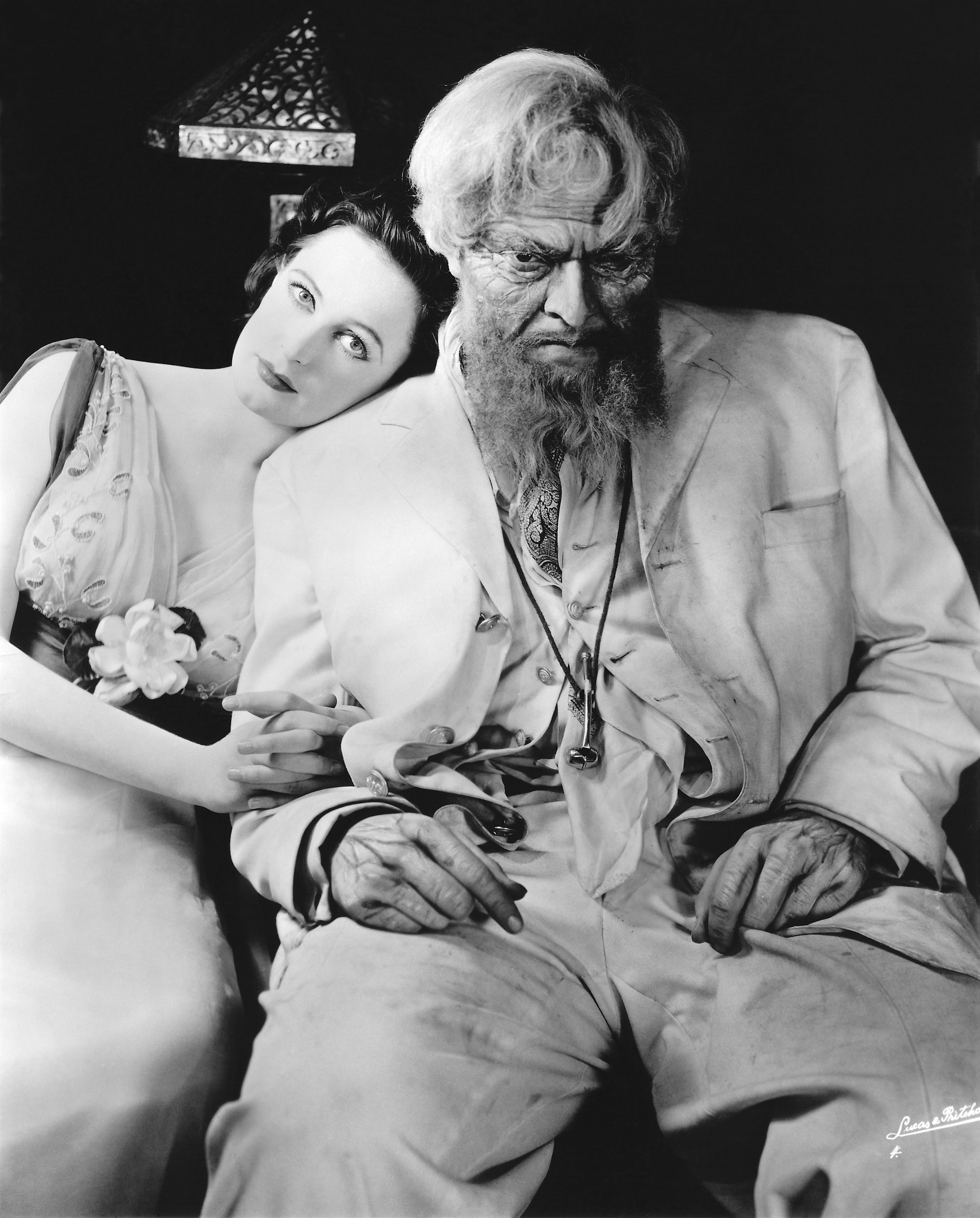
Geraldine Fitzgerald et Orson Welles dans Heartbreak House.

## Productions notables

### Comedy Theatre
- Penelope (1909)[9]
- The Affinity (1910)[2],[1]
- A Man's World (1910)[2],[1]
- The Three Daughters of Monsieur Dupont(1910)[2],[1]
- The Family (1910)[2],[1]
- Her Own Money (1913)[2],[1]
- In the Zone (en) (1917-1918)[1]

### Collier's Comedy Theatre
- I'll Be Hanged If I Do (1910)[2],[1]
- Bunty Pulls the Strings (1911)[2],[1]
- Fanny's First Play (1912-1913)[2],[1]

### Mercury Theatre
- Caesar (en) (1937)[1]

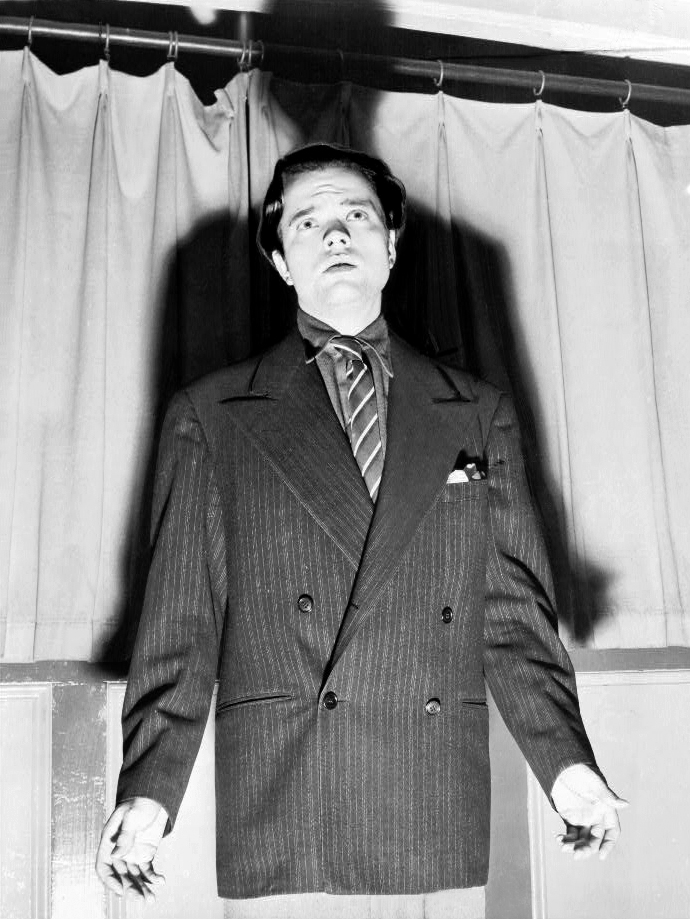
Après l'émission radiophonique La Guerre des mondes, des photographes attendaient Welles lors de la répétition nocturne de Danton's Death au Mercury Theatre (31 octobre 1938).

- The Cradle Will Rock (en) (1937, présentation au Worklight Theatre)[6] :340 [3] :325
- The Shoemaker's Holiday (en) (1938)[6] :340
- Dear Abigail de David Howard (1938, présentation au Worklight Theatre)[5] :40
- I've Got the Tune (en) et Plant in the Sun de Ben Bengal (1938, présentation au Worklight Theatre)[10],[11] :310
- Heartbreak House (1938)[6] :342
- Danton's Death (1938)[6] :347

### Artef Players au Mercury Theatre
- Clinton Street (ouverture le 12 octobre 1939 ; Artef Players louant la salle toujours nommée Mercury Theatre)[12]
- Uriel Acosta (29 décembre 1939 - 18 février 1940 ; Artef Players louant la salle toujours nommée Mercury Theatre)[2],[13],[14],[15]